# エイブラハム・メリット
エイブラハム・グレース・メリット（Abraham Grace Merritt、1884年1月20日 - 1943年8月21日）は、アメリカ合衆国のファンタジー作家、SF作家、新聞記者、編集者。ペンネームのA・メリットで知られている。
秘境冒険ものを得意とし、絢爛たるイメージと華麗なる描写が特徴である。 

## 生涯
ニュージャージー州ビバリーで生まれる。1894年、ペンシルベニア州フィラデルフィアに移った。法学を学んでいたが報道に転向し、特派員から編集者になる。1912年から1937年まで『ザ・アメリカン・ウィークリィ』誌の編集者として勤め、1937年以降亡くなるまで編集長を務めた。編集長として、ヴァージル・フィンレイやハネス・ボクといった当時無名のイラストレーターを雇い、Elizabeth Kenny によるポリオの理学療法を促進した。
小説執筆は編集者としての経歴の中ではあくまでも副業で、作品数は少ない。当時としてはかなり高給の編集者であり、1919年の年俸は25,000ドル、亡くなるころの年俸は10万ドルだった。当時としては破格の待遇である。このように裕福だったため、世界中を旅行した。ジャマイカやエクアドルでは不動産を購入している。そして趣味としてランやウィッチクラフト・魔術と関係の深い植物（トリカブト、ダチュラ、ペヨーテ、大麻）などを育てていた。
メリットは生涯に2度結婚した。ロングアイランドに邸宅を構え、そこに武器・彫刻・仮面など旅行で収集したコレクションやオカルト関連の5000冊とも言われるライブラリがあった。1943年、フロリダ州インディアン・ロックス・ビーチの別宅で心臓麻痺により急死。 

## 作家活動
メリットの作風はGertrude Barrows Bennett（ペンネームはフランシス・スティーヴンス）に強く影響を受けており、本人も「ベネットの初期の作風とスタイルを真似た」と述べている。メリットのテーマは、失われた文明、恐ろしい怪物など従来のパルプ・マガジンのテーマを発展させたものである。主人公は勇敢なアイルランド人やスカンディナヴィア人で、悪役のドイツ人やロシア人は裏切り（当時の政治状況を反映している）、ヒロインは処女で神秘的で肌を露出していることが多い。
しかし、メリットを普通のパルプ作家から際立たせているのは、形容詞を多用した独特の派手な文体である。メリットの微に入り細をうがった描写はボクの点描風の挿絵と相乗効果をもたらし、パルプSFのフェティシズム的傾向を強化していた。

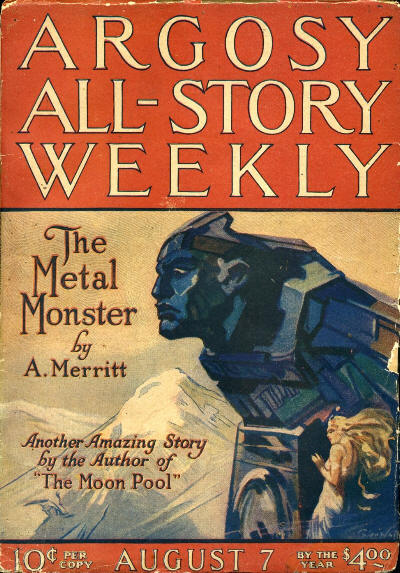
『金属モンスター』が載った「アーゴシー誌」の表紙（1920年）

1917年、短編「竜鏡の向こうに」(Through the Dragon Glass) が All-Story Weeklyに掲載され、ファンタジー作家としてデビュー。その後「秘境の地底人」(The People of the Pit)が『ウィアード・テイルズ』誌に掲載され(1918年）、寡作ながら続々と作品を発表していった。
また、ラヴクラフト、ロバート・E・ハワード、C・L・ムーア、フランク・ベルナップ・ロングと共に The Challenge from Beyond と呼ばれる物語の連作にも参加している。
The Fox Woman and the Blue Pagoda (1946) はメリットの未完の作品をその死後にボクが完成させたものである。The Fox Woman and Other Stories (1949) ではボクの加筆部分を除き、他の短編を追加した短編集として出版された。1948年の The Black Wheel もメリットの死後に彼が残した資料を元にボクが書き上げた作品である。

## 評価
メリットの作品はSFファンや批評家の間ではしばらくの間それほど評価が高くなかった。唯一の例外として『イシュタルの船』はファンタジーとして当初から評価されていた。しかし、H・P・ラヴクラフトやリチャード・S・シェイヴァーへの影響が評価され、一流イラストレーターとなったハネス・ボクの賛辞などから評価が高まった。
2009年に、第9回コードウェイナー・スミス再発見賞を贈られた。

## 改作
メリットの作品はしばしば原作としてクレジットされずに映画やテレビドラマに流用されてきた。
- Seven Footprints to Satan (1929) - 同名の小説を原作とした Benjamin Christensen 監督の映画
- 『悪魔の人形』(en, 1936) - 原作『魔女を焼き殺せ』、監督トッド・ブラウニング
- Muñecos infernales (1961) - 原作『魔女を焼き殺せ』、監督 Benito Alazraki[※ 1]

『ムーン・プール』とABCの大ヒットドラマ『LOST』のストーリーの類似を指摘する声もある。

## 著作リスト

### 長編
- The Moon Pool (1919) 『ムーン・プール』ハヤカワSFシリーズ
- The Ship of Ishtar (1924) 『イシュタルの船』ハヤカワSFシリーズ、ハヤカワ文庫FT
- Seven Footprints to Satan (1927) 未訳
- Burn, Witch, Burn! (1932) 『魔女を焼き殺せ』徳間書店、『魔女を焼き殺せ!』書苑新社
- The Drone Man (1934) 未訳
- Creep, Shadow! (1934) 未訳
- Snake Mother (1937) 『黄金郷の蛇母神』ハヤカワ文庫SF
- The Metal Monster (1946) 『金属モンスター』ハヤカワSFシリーズ
- The Fox Woman (1949) 『フォックス・ウーマン』講談社（※未完の作品を、半村良が翻訳・加筆したもの）
- Dwellers in the Mirage (1952) 『蜃気楼の戦士』ハヤカワ文庫SF

### 短編集
- The People of the Pit 『秘境の地底人』朝日ソノラマ〈ソノラマ文庫海外シリーズ〉
  - The People of the Pit 「秘境の地底人」
  - The Drone 「蜂になった男」
  - Three Lines of Old French 「中世フランス語の幻」
  - Through the Dragon Glass 「竜鏡の向こうに」
  - The Old Gods Wake 「古代マヤ神の復活」
  - The Women of the Wood 「樹精の復讐」
  - The White Road 「白い道への門」
  - The Last Poet and the Robots 「最後の詩人の決断」
  - The Welming of Cherkis 「金属怪獣の女王」